# Göran Andersson (Nordischer Kombinierer)
Göran Andersson ist ein ehemaliger schwedischer Nordischer Kombinierer.
Andersson, der anfangs für den Verein Sysslebäcks BK startete, gewann 1983 seinen ersten Schwedischen Meistertitel in der Kombination. Diesen Erfolg wiederholte er 1984 bis 1989 ungeschlagen. Auch 1991 und 1992 konnte er die Meisterschaft erneut für sich entscheiden. Auf nationaler Ebene ist Andersson damit mit neun Meistertiteln erfolgreichster Kombinierer. In internationalen Wettkämpfen konnte er keinen Erfolge erzielen.